# Pisang Ambon

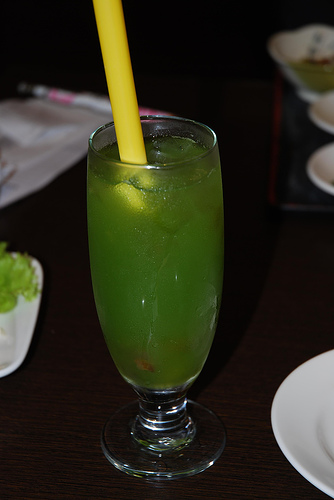
Cocktail à base de Pisang Ambon

Pisang Ambon est une marque de liqueur de banane verte et fruits tropicaux, de couleur vert vif, dont la recette est basée sur une liqueur indonésienne. Son taux d'alcool est de 17 %.
Pisang signifie « banane » en malais et indonésien et Ambon est le nom d'une île indonésienne, ancienne colonie néerlandaise.
La marque appartient à la société néerlandaise Lucas Bols et est distribuée en France par la société Lixir.